# Comunele Bulgariei

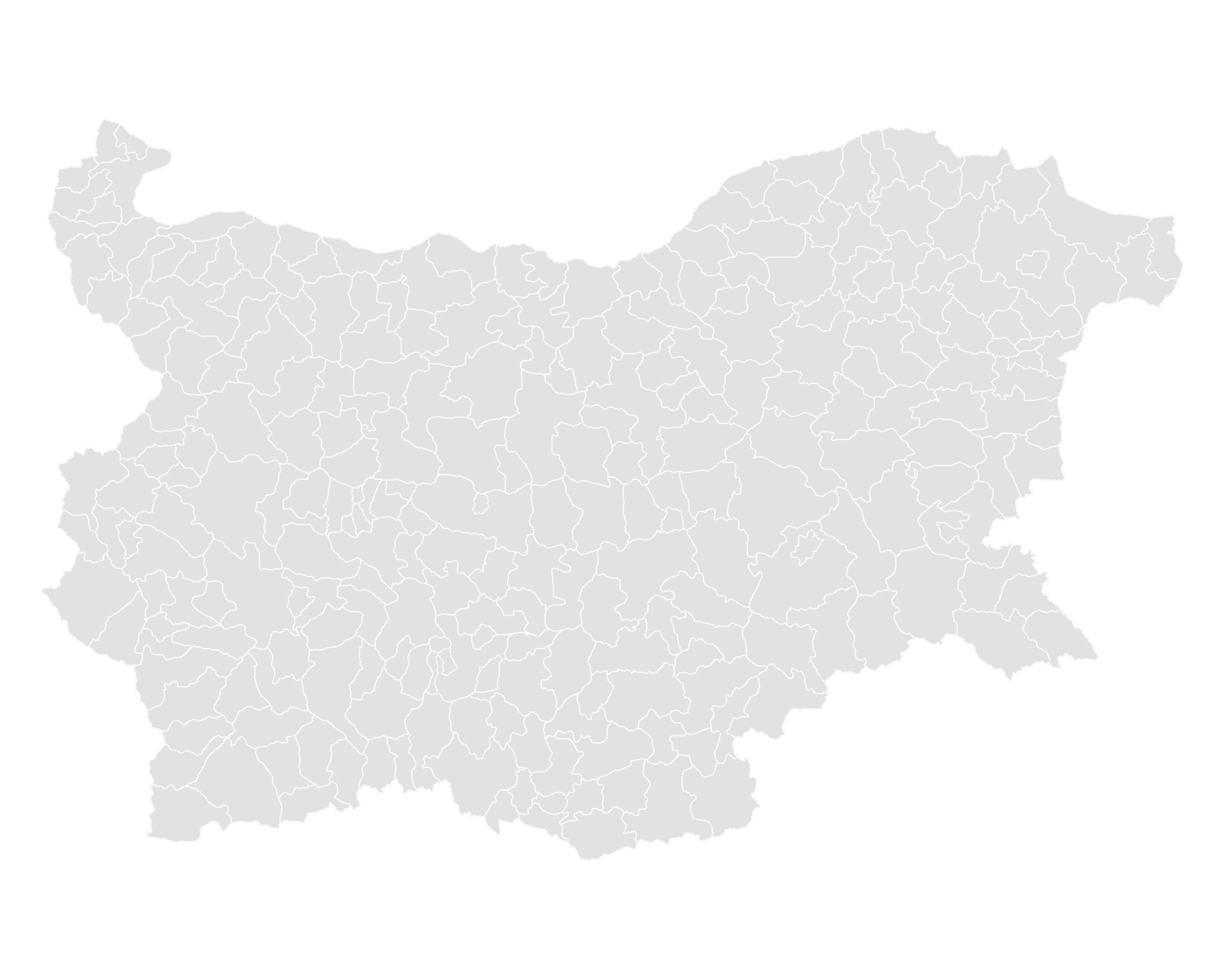
Hartă cu cele 265 de comune ale Bulgariei

Cele douăzeci și opt de regiuni din Bulgaria sunt împărțite în 264 de comune (în bulgară община, transliterat: obștina), care constituie cele mai mici unități administrativ-teritoriale locale. Acestea sunt utilizate pentru organizarea administrației publice locale. Fiecare comună are un anumit teritoriu, limite, o populație analizată statistic, un nume și un centru administrativ. Comuna cuprinde una sau mai multe localități învecinate celei de reședință, de la care își trage de obicei numele.

## Legislație
Înființarea comunelor și modificarea teritoriului acestora se face în conformitate cu Legea privind Organizarea Administrativ-Teritorială a Republicii Bulgaria, iar administrarea lor se face conform Legii privind autonomia locală și administrația locală.
O comună trebuie să îndeplinească următoarele condiții:
- populație de peste 6000 de locuitori în așezările incluse în ea;
- existența unei localități ce se constituie într-un centru tradițional unic cu infrastructură socială și tehnică dezvoltată, pentru servicii comunitare;
- cuprinde toate orașele și satele vecine, unde nu există condiții pentru crearea unor comune separate sau care nu pot fi alipite altor comune vecine;
- distanță maximă de la reședința comunei până la oricare dintre localitățile componente este de cel mult 40 km.

Comuna este o persoană juridică și are dreptul de a deține proprietăți și a avea un buget local.
Administrația fiecărei comune se face de către primar și de consiliul local al comunei ales prin vot de către cetățeni. Consiliul local este format din 11 până la 101 consilieri, în funcție de dimensiunea comunei. Primarul numește un secretar al comunei, care organizează administrația locală.
În Bulgaria există 264 de comune. Din cauza dimensiunii sale, comuna capitalei Sofia are statut de regiune.
Comune pot include și unele părți relativ independente: sate (gestionate de sfaturi sătești) și districte urbane (sau sectoare). Pot fi înființate și primării de sate, prin deciziui ale Consiliului Local al comunei, după consultarea cu locuitorii din unul sau mai multe sate, acolo unde acea primărie sătească urmează să deservească mai mult de 250 de locuitori. Districte urbane există organizate doar la nivelul capitalei Sofia și al orașelor Plovdiv și Varna.

## Statistici
Cele mai mari zece comune după suprafață
| Loc | Comună                  | Suprafață, km² |
| --- | ----------------------- | -------------- |
| 1   | Comuna Sliven           | 1366,6         |
| 2   | Comuna Sofia (capitala) | 1344,4         |
| 3   | Comuna Dobricika        | 1295,5         |
| 4   | Comuna Tundja           | 1218,9         |
| 5   | Comuna Samokov          | 1210,1         |
| 6   | Comuna Sredeț           | 1150,0         |
| 7   | Comuna Karlovo          | 1032,6         |
| 8   | Comuna Stara Zagora     | 1019,3         |
| 9   | Comuna Sandanski        | 998,7          |
| 10  | Comuna Gheneral Toșevo  | 982,2          |